# 胡克塞特 (新罕布什爾州普查規定居民點)
胡克塞特（英語：Hooksett）是位於美國新罕布什爾州梅里馬克縣的普查規定居民點。

## 人口
根據2020年美國人口普查的數據，胡克塞特的面積為15.13平方千米，當中陸地面積為13.98平方千米，而水域面積為1.15平方千米。當地共有人口5283人，而人口密度為每平方千米349.17人。